# کبک‌های ریشه‌خوار
کبک‌های ریشه‌خوار (Rhizothera) نام یک سرده از تیره قرقاولان است. این سرده را جرج رابرت گری در سال ۱۸۴۱ طبقه بندی کرد. نام یونانی آن از rhiza به معنای ریشه و thēras به معنای شکار کردن ترکیب شده است.

## گونه‌ها
- کبک نوک‌دراز (Rhizothera longirostris)
- کبک هوز (Rhizothera dulitensis)